# Sarasota
Sarasota er en by i den amerikanske delstat Florida.
Byen er hovedby i Sarasota amt. Indbyggertallet er ca. 54.842 (2020) indbyggere.